# Athyrma hieroglyphica
Athyrma hieroglyphica là một loài bướm đêm trong họ Erebidae.